# Sergio & The Ladies
Sergio, de son vrai nom Serge Quisquater, est un chanteur belge de langue flamande, qui est né à Louvain en 1965. 
Son premier disque a été réalisé en 1987. Il est devenu connu grâce à son duo "Taste Of Joy", avec la chanteuse Sandy Boets, plus connue maintenant sous le nom de Xandee. Ils ont réalisé ensemble de nombreux albums et singles. 
En 2002 il a représenté la Belgique au Concours Eurovision de la chanson accompagné de trois chanteuses néerlandaises, Ibernice Macbean, Ingrid Simons et Jodi Pijper. Sous le nom de Sergio & The Ladies, ils ont interprété la chanson Sister et ont terminé à la treizième place.